# 일본의 대중문화
일본의 대중문화에는 일본 영화, 요리, 텔레비전 프로그램, 애니메이션, 만화, 비디오 게임, 음악, 동인지 등이 있으며, 모두 오래된 예술적, 문학적인 전통을 유지하고 있다. 그 주제와 스타일의 대부분은 전통 예술 형태에서 유래되었다. 현대의 대중문화는 전통적인 형태와 마찬가지로 오락의 형태일 뿐만 아니라 현대의 일본을 다른 세계와 구별하는 요소이기도 하다. 다른 형태의 오락 중에서도 음악, 영화, 그리고 거대한 만화 산업이 있다. 게임 센터, 볼링장, 가라오케 등은 청소년들의 아지트로 잘 알려진 곳이고, 노인들은 전문적으로 장기나 바둑을 둘 수 있는 곳이 있다. 1952년 미국의 일본 점령이 끝난 이후 일본의 대중문화는 미국 미디어의 영향을 받아왔다. 그러나 일본은 미국 제품이 지배하기보다 외국의 영향력을 국내 미디어 산업에 전유·흡수함으로써 이러한 영향력을 현지화했다. 오늘날 일본의 대중문화는 세계에서 가장 유명한 대중문화 중 하나이다.

## 역사
1920년 초, 일본의 관점에 대한 국제적 이해를 높이기 위한 전략으로 문화와 미디어 커뮤니케이션의 사용을 중심으로 한 논의가 시작됐다. 이 논의는 일본이 유럽계 미국인들과 동등한 제국주의와 식민지 국가가 되기를 열망했을 때 시작됐다. 이 생각은 일본이 2차 세계대전에서 패배하자 중단됐다. 전후 일본이 경제적으로 어려움을 겪으면서, 문화와 미디어 커뮤니케이션을 사용하는 것에 대한 문제가 다시 한번 제기됐다. 일본이 스스로를 재창조하고 다른 사람들이 그들의 본색을 볼 수 있도록 하기 위해, 일본은 애니메이션, 텔레비전 프로그램, 대중 음악, 영화, 패션을 포함한 매력적인 문화 상품을 수출함으로써 선택된 국가 이미지를 투영하는 데 집중했다. 공공 외교는 외국인들에게 직접적으로 행동함으로써 다른 나라들이 다양한 문제들에 대한 그들의 입장을 이해하도록 허용하기를 원했다. 아시아 국가에서 텔레비전의 인기가 높아지면서, 그들은 일본인들의 실제 삶을 보여주기 위한 쇼를 제작했다.
아시아 국가에서 인기 있는 텔레비전 쇼 오신이 방영되기 전에, 일본인들은 '문화적으로 냄새가 없는' 것으로 인식됐다. 이 새로운 TV 드라마와 함께, 일본과 다른 아시아 국가들 사이에 공통성이 형성되기 시작했다. 이 쇼는 미디어 문화가 일본 식민주의의 부정적인 역사적 기억과 그 지역의 경제적 착취에 대한 적대감에 대한 국제적인 이해를 증진시키는 능력에 대한 증거였다.
엔터테인먼트 산업은 일본의 전후 재건에 필수적이었다. 환상을 만들고자 하는 욕구가 있었지만, 경제는 엔터테인먼트 산업을 이끌었다. 기술은 일본 재건의 핵심이었고, 그들은 그것이 그들이 전쟁에서 진 유일한 이유라고 믿었기 때문이다. 대중 문화가 연예 산업을 지배하기 시작했다. 예를 들어, 일본은 궁극적으로 경제를 재건하는 데 도움이 되는 장난감 자동차를 만들기 위해 그들이 가진 자원을 사용했다. 일본에서 장난감을 만들기 위해 금속을 사용하는 것이 금지된 후, 일본은 대신 오래된 캔을 사용했다. 이를 통해, 일본은 학교 아이들을 위한 음식과 장난감을 생산할 수 있었다. 장난감 산업은 이 시대에 궁극적으로 대중 문화에 영향을 미친 산업 중 하나다.
제2차 세계 대전 이전에 일본 영화는 전쟁 노력을 지원하고 일본 시민들이 나라를 위해 싸우도록 장려하는 영화를 제작했다. 영화 산업은 일본 민병대를 승리자, 영웅, 그리고 더 큰 대의를 위해 자신을 희생한 사람들로 묘사하는 고무적인 애국 이야기를 만들었다. 하지만, 전후 최초의 영화 블록버스터는 다른 영화들과 같은 지지를 공유하지 않았던 고지라였다. 일본의 경우, 이 영화는 기술을 향한 움직임에 맞춰 대중적인 오락으로의 복귀를 상징했다. 고지라는 전쟁에 대한 반대를 얻기 위해 전쟁 중에 일본을 희생시킨 도쿄의 파괴와 원자폭탄을 보여주었다. 일본 영화는 군국주의적 스토리텔링이 지배적이었고 일본 전체주의 국가의 정책과 의제에 의해 통제되었다. 전후 시대의 영화는 일본인들이 자신들을 다시 상상하기 시작하기 위해 새로운 아이돌과 아이콘을 육성하는 데 사용되었다. 일본 영화관들은 왜 그들이 전쟁과 그에 따른 모든 파괴와 사상자에 반대해야 하는지를 보여주는 영화를 제작했다. 시간이 지남에 따라 영화 산업은 성인 관객을 대상으로 하는 것에서 어린이를 대상으로 하는 것으로 발전했다.

## 쿨 재팬
쿨 재팬(クールジャパン Kūru Japan)은 일본의 소프트 파워의 부상과 문화적 영향력으로서 국제적으로 널리 퍼진 것을 말한다. 이러한 문화적 요소는 군사적으로 집중되고 주도적인 국가가 아닌 상업의 국가로서 일본을 마케팅하고 포장하는 메시지와 "대중 문화 외교"를 투영한다. 제2차 세계 대전 동안 일본의 행동은 국가 이미지를 재건하는 것을 필요로 했다. 군사적 우위의 국가 이미지에서 문화적 외교 이미지로 이동하는 것이다. 일본 정부에 의해 시작된 "소프트 파워" 이미지의 창조가 등장했고, 일본은 자국의 문화를 홍보하고 다른 나라들과 건강하고 평화로운 외교를 재건하기 위해 대중 문화를 새로운 비군사적 이미지로 판매하기 시작했다.

## 오타쿠
오타쿠(일어: おたくor オタク)는 일본의 팝 서브컬처 제품이나 미학에 강한 관심을 가지고 있는 사람이다. 오타쿠 문화는 사회 공헌을 하지 않는 사람들이 대부분이기 때문에 일본 내에서 멸시받고 있다. 오타쿠를 싫어하는 이유의 대부분은 80년대 후반에 오타쿠로 여겨져 대량 살해를 저지른 미야자키 쓰토무와 관련이 깊다.

## 카와이

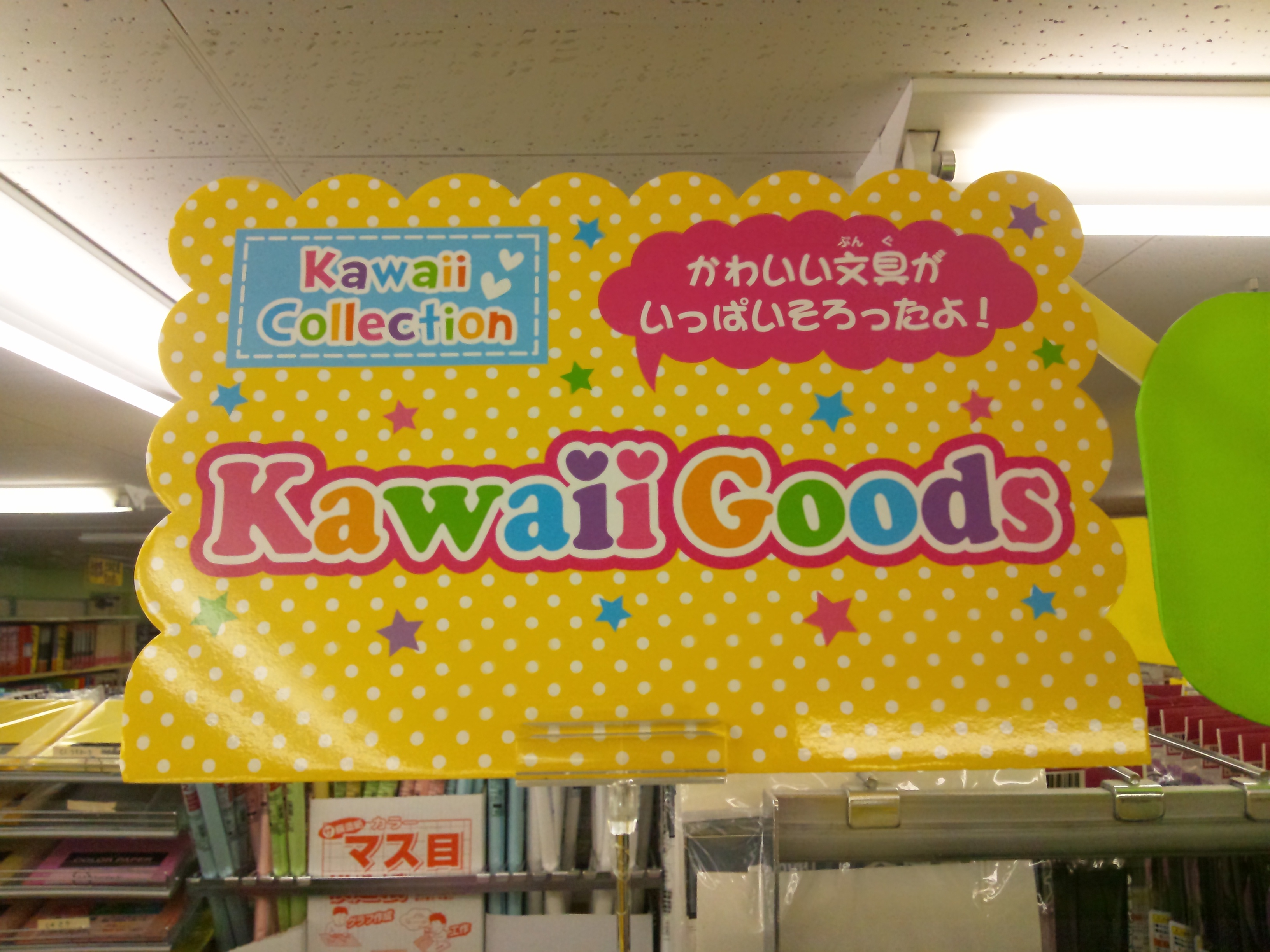
일본에서 카와이 상품을 판매할 때 사용하는 간판

일본어 형용사 kawaii는 "귀엽다" 또는 "사랑스럽다"로 번역될 수 있으며 일본의 가장 인기 있는 미적 문화 중 하나의 원동력이다. 카와이 문화는 대중 문화와 그들이 관심을 가질 만한 상품과 함께 어린 소녀들의 이미지를 팔기 위해 상품화된 소녀 권력형 운동인 쇼조라고 불리는 다른 문화와 관련이 있다. 쇼조는 카와이의 귀엽고 청순한 면이 있는 일본판 '옆집 소녀'로 볼 수 있다. 그것은 화려한 상품(젊은 여성을 대상으로 한 프릴과 여성형 상품), 캐릭터 상품(Sanrio, San-X, Studio Ghibli, 남성과 여성 모두를 대상으로 한 애니메이션/만화 상품 등), 전체 패션 운동 및 아이돌과 연관되어 있다. 제품이나 사람이 "귀여운" 요소를 가지고 있는 한, 그것은 카와이로 볼 수 있다. 2008년, 일본 외교부는 일본을 홍보하기 위해 전통적인 문화적 측면만을 사용하는 것에서 벗어나 애니메이션과 카와이 대사와 같은 것들도 사용하기 시작했다. Kawaii Ambassadors의 목적은 주로 패션과 음악을 사용하여 그들의 귀여운 캐릭터를 통해 일본 대중 문화를 전파하는 것이다. 시부야 시장이 일본 패션, 의류 매장, 청소년 문화의 허브로 유명한 "하라주쿠의 카와이 대사"로 캬리 파뮤 파뮤를 지정한 것을 보면 지역 차원에서도 이러한 일이 일어날 수 있다.

### 마스코트

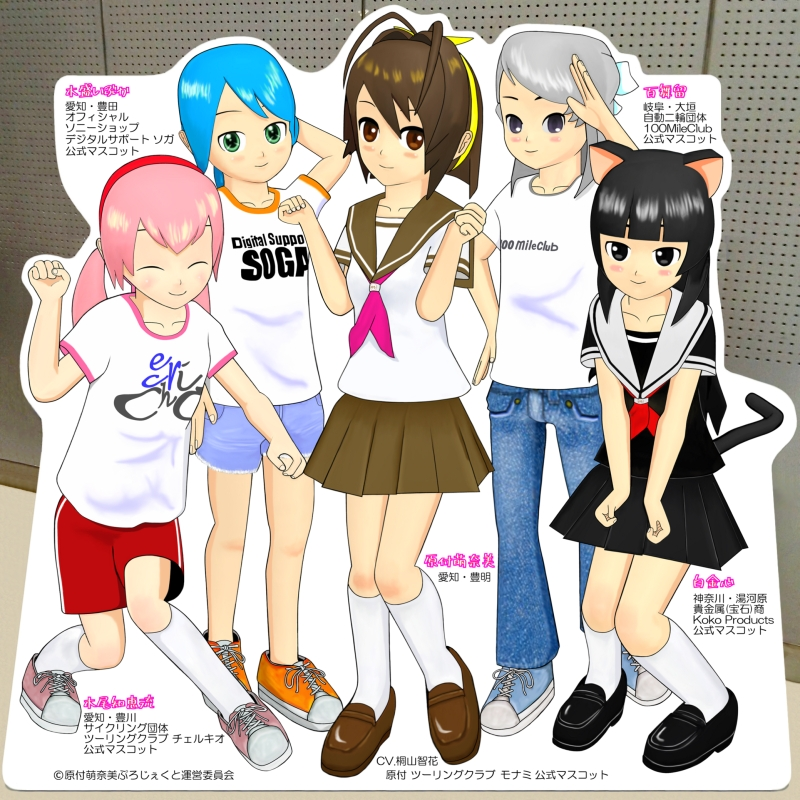
상업적인 마스코트의 예

일본의 Kawaii는 많은 일본 시장에서 성장하는 추세다. 학교에서 대기업에 이르기까지 다양한 공간에서 사용되어 왔다. 특정 집단을 대표하는 귀엽고 유치한 인물들의 사용은 그들에 의해 잠재적으로 겁을 먹은 사람들이 그들 사이에 인간성을 만들기 위해 그들을 대표하는 이 장난스러운 마스코트들을 가질 수 있게 해준다. 한 예로, 피포군으로 알려진 도쿄 경찰국 마스코트가 있다. 피포군은 오렌지색 피부의 엘프인 생물로 사람들의 말을 듣기 위해 만들어진 토끼 귀와 무슨 일이 일어나고 있는지에 맞추기 위한 안테나를 가지고 있다. 홍보에서 Kawaii의 사용은 많은 사람들에게 큰 요인이 되었고 그들을 낙관적으로 보기를 원하는 사람들이 계속해서 사용할 것이다.
카와이네스로 유명한 일본의 마스코트의 한 종류는 '유루캬라'로 알려진 광고 캐릭터다. 매년 일본은 새로운 마스코트를 선정한다. 예를 들어, 2011년 우승자는 쿠마모토현의 구마몬(몬베어)으로, 그 해 전국에서 25억 엔 이상의 상품 매출을 올렸다.

### 푸리쿠라
인쇄 클럽의 일본어 약자인 푸리쿠라는 일본의 디지털 사진 스티커 부스다. 푸리쿠라은 일본의 카와이 문화에 뿌리를 두고 있으며, 특히 여성들 사이에서 사진 형태로 자기 표현을 미화하는 것에 대한 집착을 포함한다. 1990년대까지, 자기 사진은 친구들과 사진을 찍고 카와이 앨범에 붙일 수 있는 복사본을 교환하는 일본 여학생들 사이에서 주요 관심사로 발전했다.
푸리쿠라는 일본의 비디오 게임 아케이드 산업에서 유래되었다. 1990년대 일본에서 소녀 사진 문화와 사진 스티커의 인기에 영감을 받아 사사키 미호에 의해 1994년에 구상되었다. 일본의 게임 회사 아틀러스에서 일한 직원 미호는 푸리쿠라 아이디어를 제안했지만, 남성 상사들에 의해 거절당했다. 아틀러스는 결국 미호의 아이디어를 채택하기로 결정하고, 나중에 아틀러스의 소유주가 된 일본의 선도적인 비디오 게임 회사인 세가의 도움을 받아 개발했다. 세가와 아틀러스는 1995년 2월에 최초의 푸리쿠라인 프린트 클럽(Purinto Kurabu)을 처음으로 전자 오락실에서 선보였고, 이후 패스트푸드점, 기차역, 노래방, 볼링장과 같은 다른 대중 문화 장소로 확장했다. 원래 세가-아틀러스 기계의 성공은 1996년 SNK의 네오 프린트와 1997년 코나미의 퓨리 퓨리 캠퍼스를 포함한 다른 일본 아케이드 게임 회사들이 그들만의 푸리쿠라를 생산하도록 이끌었다.
푸리쿠라는 나중에 셀프 카메라라고 불리는 것을 만들었다. 푸리쿠라는 본질적으로 전통적인 면허증/여권 사진 부스와 아케이드 비디오 게임 사이의 교차점이며, 컬러 비디오 카메라와 컬러 프린터에 연결되고 디지털 이미지를 조작할 수 있는 컴퓨터다. 사용자가 컴팩트 부스 내 카메라 앞에서 포즈를 취하고 이미지를 찍은 다음 카와이처럼 보이도록 디자인된 다양한 효과의 사진을 인쇄하는 것을 포함한다. 원하는 배경, 테두리, 삽입 가능한 장식, 아이콘, 텍스트 쓰기 옵션, 헤어 익스텐션, 반짝이는 다이아몬드 티아라, 부드러운 빛 효과, 미리 디자인된 장식 여백과 같은 일련의 선택을 제공한다. 이러한 사진 필터는 나중에 2010년대에 등장한 스냅챗 필터와 유사했다. 푸리쿠라는 1990년대에 일본, 그리고 동아시아 전역의 젊은이들 사이에서 인기 있는 오락의 형태가 되었다.

## 일본 아이돌

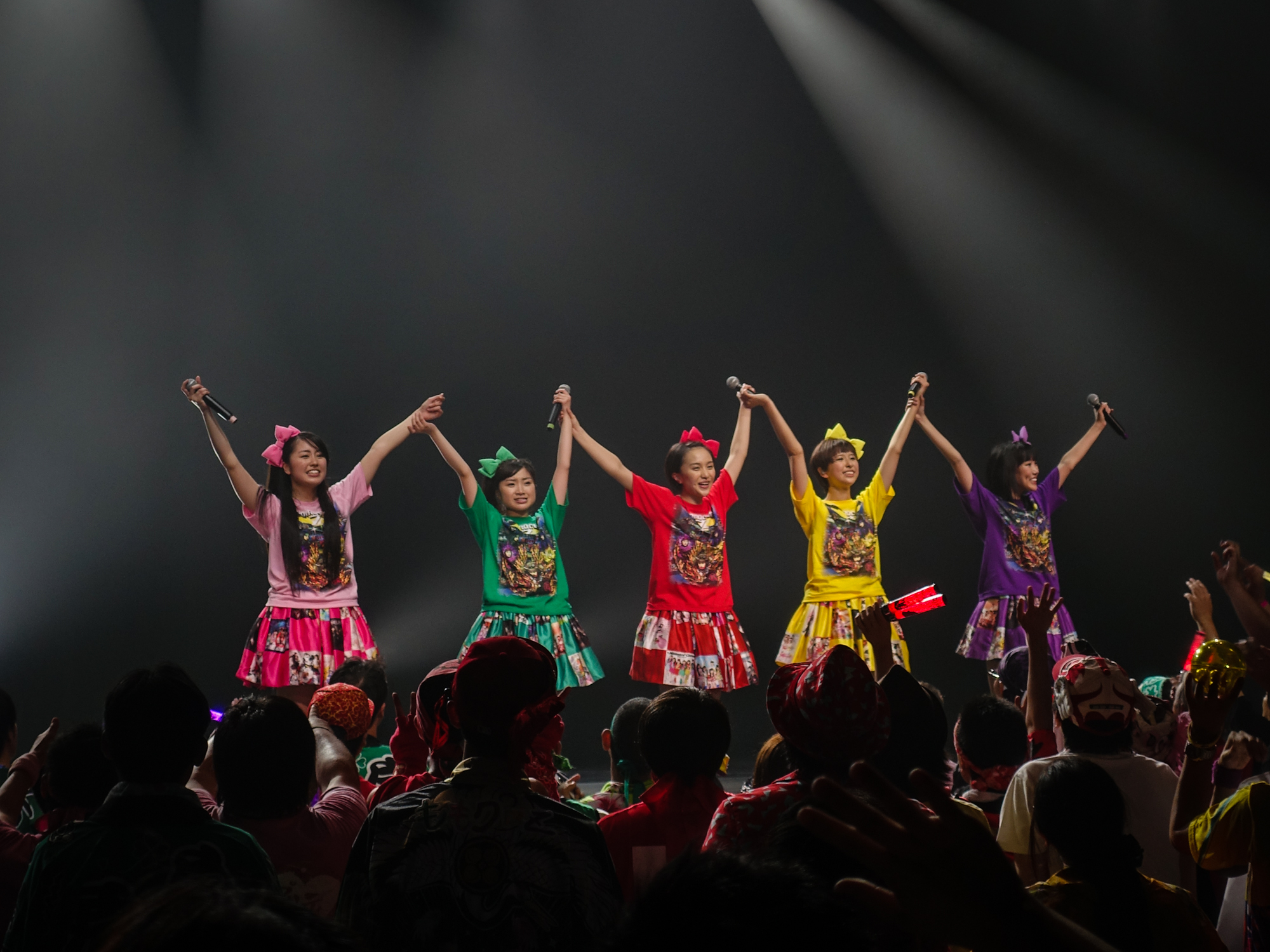
모모이로 클로버 Z는 2013~2017년 조사에서 여성 아이돌 그룹 중 1위를 차지했다.

일본 대중문화는 다양한 형태의 대중매체에 등장하는 이상화된 유명인사들에 의해 크게 둘러싸여 있다. 인기 연예인 아이돌의 한 유형. 이 아이돌들은 대부분 "귀여움"과 "순수함"으로 묘사되는 소녀들이다. 아이돌의 대부분은 존경하는 롤모델이 되고 행복하고 바람직한 이미지를 홍보하기 위한 것이다 아디롤은 완벽한 대중적 이미지를 유지하고 항상 젊은이들에게 모범을 보이려고 노력해야 한다.
아이돌은 팝이나 J-pop 가수, 버라이어티 프로그램의 패널리스트, 단역 배우, 잡지 및 광고 모델과 같은 미디어 퍼스낼리티(tarento)로서 다양한 역할을 수행하는 것을 목표로 한다. 대안 미디어 아이돌로는 인터넷에서 인기를 얻는 것을 기반으로 하는 아이돌의 한 형태인 떠오르는 넷 아이돌이 있다. 많은 넷 아이돌 그룹들은 전문 음악 산업으로 그들의 경력을 옮기기 전에 온라인에서 큰 입지를 구축한다.
모모이로 클로버 Z는 2013~2017년 조사에서 여성 아이돌 그룹 1위를 차지했다. 2016년 동안 약 636,000명의 사람들이 그들의 라이브 콘서트에 참석했는데, 이는 일본의 모든 여자 가수들 중 가장 높은 기록이었다. 모모이로 클로버 Z는 2013년부터 2017년까지 가장 인기 있는 여성 아이돌 그룹으로 순위에 올랐다.
아이돌과 그들의 팬들 사이의 상호작용은 라이브 비디오 스트리밍, 콘서트, 그리고 악수 이벤트에 이르기까지 다양하다. 아이돌로서의 홍보 때문에, 이 연예인들은 일본 전역의 많은 다양한 인구 통계에 호소한다. 이 아이돌들이 가지고 있는 귀여움을 비롯한 귀여움에 대한 감성적인 매력은 전 세계에서 볼 수 있다. 하지만 귀여운 카와이 문화는 만화, 패션, 인형에서 시각적으로 그리고 아이돌과 팬들의 관계와 같은 상황에서 일본 사회 전반에 공개적으로 보인다.

## 패션

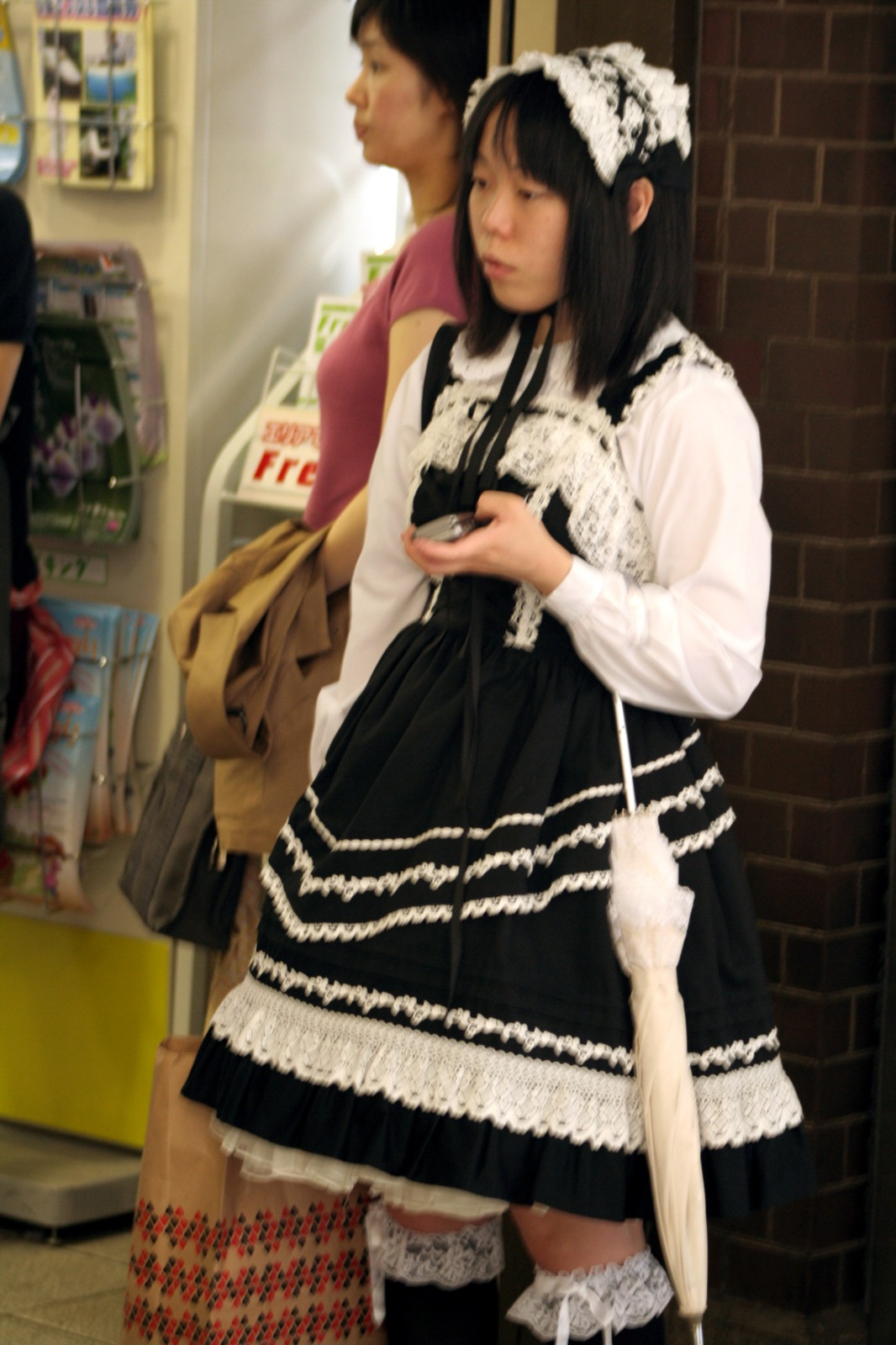
고딕 로리타 일본 패션

일본은 19세기 중반부터 서양 패션을 모방하기 시작했다. 21세기 초까지, 이러한 모방은 스트리트 패션, 즉 착용자가 현재와 전통적인 트렌드의 혼합을 채택하여 의상을 맞춤화하는 패션 스타일을 형성했다. 이러한 옷은 일반적으로 상점에서 구입한 재료를 사용하여 집에서 만든다.
현재, 일본에는 많은 스타일의 옷들이 있는데, 그것은 국내와 외국의 상표들을 혼합하여 만들어졌다. 이러한 스타일 중 일부는 유럽의 캣워크에서 볼 수 있는 오트쿠튀르와 유사하게 극단적이고 전위적이다.
비록 스타일이 수 년간 바뀌었지만, 스트리트 패션은 오늘날에도 여전히 일본에서 두드러진다. 하라주쿠, 긴자, 오다이바, 신주쿠, 시부야와 같은 큰 도시 패션 구역에서 젊은 성인들이 서브 컬쳐 의상을 입는 것을 종종 볼 수 있다.

## 게이노카이
게이노카이(연예계), 또는 쇼 비즈니스계는 영화와 텔레비전(토크쇼, 음악 쇼, 버라이어티 쇼 등)에서 라디오, 현재 인터넷에 이르기까지 다양한 일본 엔터테인먼트를 포괄한다. 게이노진은 게이노카이의 구성원들을 가리키는 타렌토(タレトン)와 종종 상호 교환적으로 사용되는 용어다. 탤런트는 낮부터 밤까지 텔레비전에 출연하지만 배우, 가수, 모델 또는 코미디언으로 분류될 수 없는 다소 큰 그룹의 사람들을 말한다.(따라서 대신 "탤런트"라는 더 모호한 호칭이 주어진다) 재능 있는 사람들은 보통 버라이어티 쇼나 토크 쇼에 출연하고 성공하면 나중에 연기나 노래로 옮겨갈 수도 있다.

## 텔레비전

### 현대 텔레비전의 역사
텔레비전의 수요는 1980년대 중반까지 변화했고 가족 중심, 역사, 미스터리 같은 흔히 보는 드라마들의 인기가 떨어졌다. 이러한 수요의 변화는 전 세계 국영 TV에서 볼 수 있었다. 일본은 "타렌토"로 알려진 새로운 연예인들을 영입함으로써 이러한 수요 감소에 맞섰다. 이러한 타렌토 스타들은 게임 쇼, 광고, 또는 텔레비전 드라마에서 경쟁자나 진행자와 같은 다양한 형태의 엔터테인먼트에 영향을 미치는 사람들이다.
일본의 슈퍼 전대 슈퍼히어로 쇼 (센타이 쇼로도 알려져 있음)는 세계 대중 문화에 큰 영향을 끼쳤다. 예를 들어 울트라맨 시리즈, 서양에서 파워레인저로 현지화된 슈퍼 전대 시리즈, 서양에서 VR 트루퍼로 현지화된 메탈 히어로 시리즈 등이 있다.

### 텔레비전 드라마
서양에서 드라마는 결말이 엇갈리는 충격적인 반전이나 갈등을 일으키는 문학이나 연극으로 알려져 있다. 그러나 일본에서는 텔레비전 드라마는 일반적으로 드라마, 로맨스, 코미디를 포함할 수 있는 "텔레비전 쇼"로 여겨진다.

## 영화

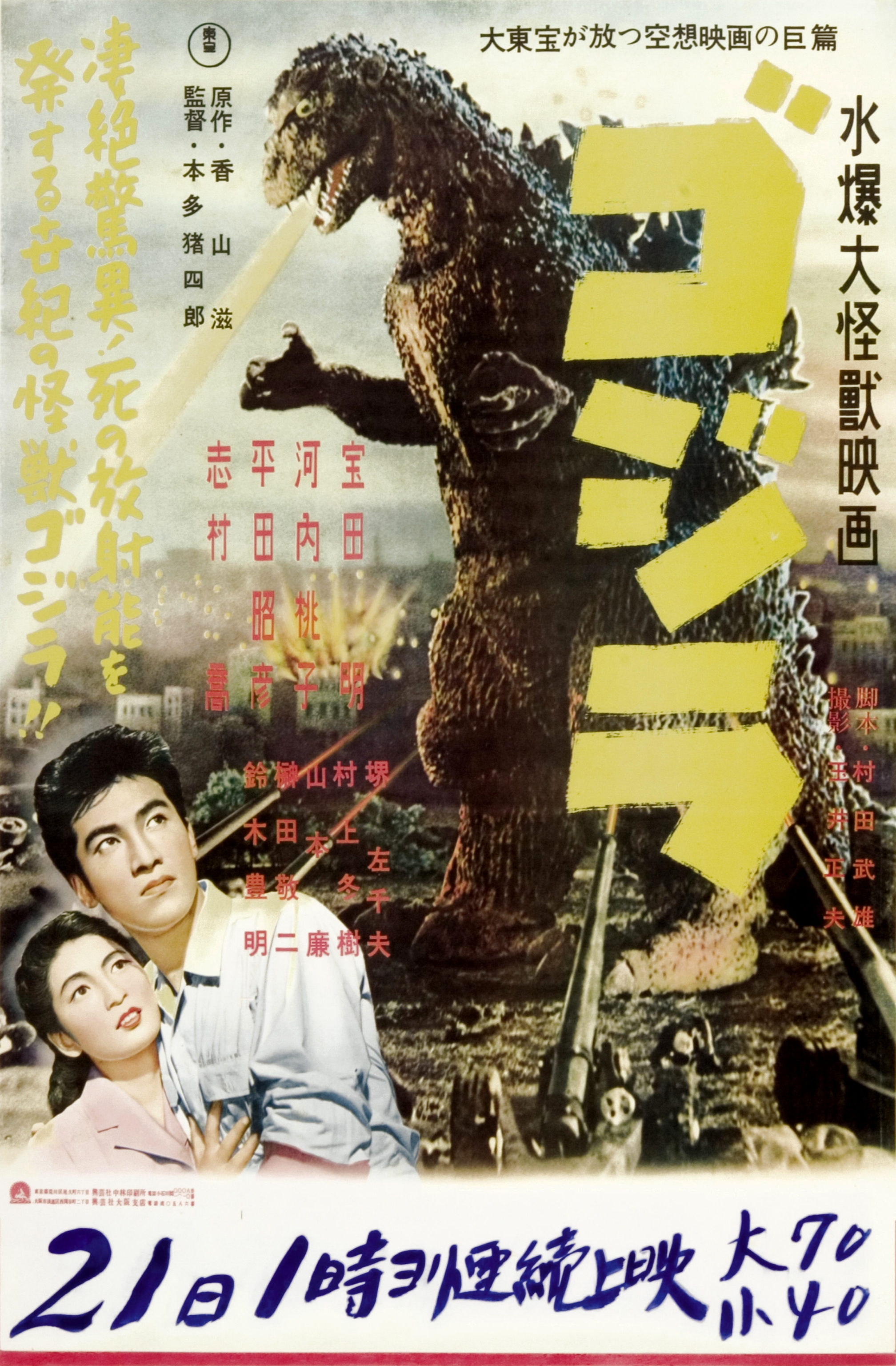
괴수가 등장한 최초의 영화인 고질라(1954) 영화 포스터

고질라, 가메라, 울트라맨과 같은 거대 괴물을 주인공으로 하는 괴수 영화 장르는 1950년대부터 미국에서 신체 강탈자의 침입(1956), 물방울(1958)과 같은 SF 영화가 붐을 이루던 시기에 일본에서 가장 인기 있는 영화 장르 중 하나가 되었다. 슈퍼 전대는 컴퓨터 그래픽스(CGI)만을 사용한 영화를 제외한 모든 일본 영화를 실용적 특수효과로 아우르는 장르로, 고질라 시리즈와 울트라맨을 공동 창작한 특수효과 감독 쓰부라야 에이지(Eiji Tsuburaya)의 작품이다.
일본 영화는 1950년에 가장 유명한 일본 영화 중 하나인 라쇼몽의 개봉으로 국제적인 인정을 받았다.이 영화의 감독 구로사와 아키라는 세계에서 가장 인정받고 영향력 있는 영화 감독 중 한 명이다. 7인의 사무라이(1954)와 란(1985)과 같은 그의 후속작들 중 몇 개는 지금까지 만들어진 가장 위대한 영화들 중 하나로 여겨진다. 이 일본 영화 시대의 다른 주목할 만한 감독으로는 오즈 야스지로, 고바야시 마사키, 미조구치 겐지, 이치카와 곤, 키노시타 케이스케, 혼다 이시로가 있다.
세계 대중문화에 큰 영향을 준 일본 영화 장르는 다음과 같다.
- 일본 시대극 (일본 역사 소설)
  - 사무라이 영화 (찬바라)– 7인의 사무라이, 숨은 요새의 세 악인, 요짐보 등의 구로사와 아키라 영화를 예로 들 수 있다.
  - 닌자 영화
- 슈퍼 전대 (일본 SF)
  - 괴수 (자이언트 몬스터 영화)– 고질라, 가메라, 울트라맨 등
- 애니메이션 영화– 아래 애니메이션 섹션 참조
- 일본의 호러물 – 링 및 주온 시리즈를 예로 들 수 있다.

## 애니메이션

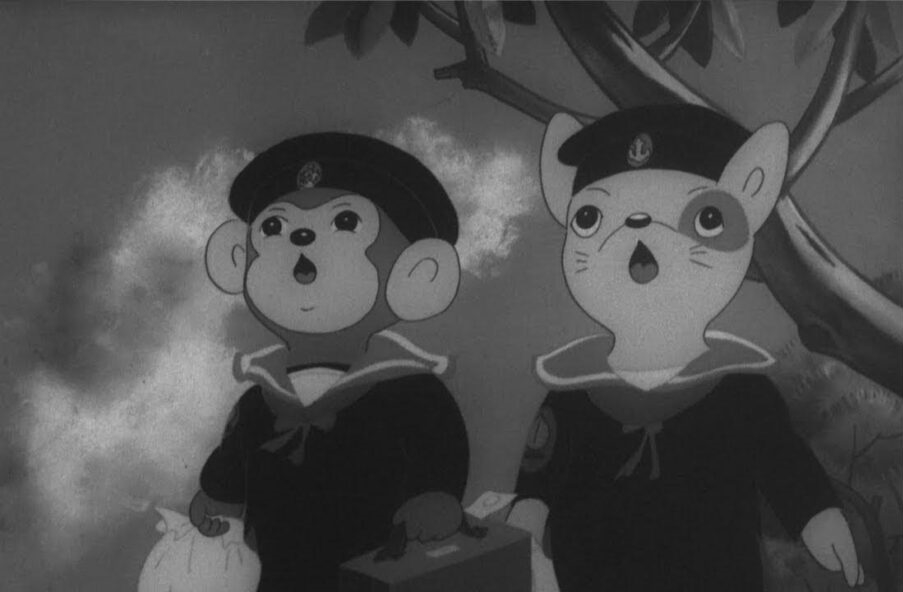
첫 장편 애니메이션 영화: 모모타로바다의 신병 (1944)

애니메(Anime)는 이야기를 전달하기 위해 애니메이션을 일본의 상징적인 예술 스타일로 활용하는 일종의 영화 또는 텔레비전 에피소드다. 서양 만화와는 달리 애니메이션은 캐릭터 디자인, 풍부한 표정, 깊이 있는 캐릭터 개발, 폭넓은 대상 독자, 드물게 말하는 동물의 사용으로 구분할 수 있다. 이러한 특성은 시청자와 캐릭터 간의 연결을 개선하기 위해 사용된다. 대부분의 경우, 애니메이션은 만화라고 불리는 애니메이션에 바탕을 두고 있는데, 이것은 12세기로 거슬러 올라가는 고대 형태의 만화이다.
일본 대중문화의 애니메이션 영화 세계는 1920년대 이후 성장 추세이다. 월트 디즈니와 그의 만화 캐릭터들의 영향을 받아, "만화의 신"으로도 알려진 데즈카 오사무(1925-1989)는 일본 만화책의 내용을 바꿀 애니메이션, 즉 애니메이션의 40년 진화를 시작할 것이다.여느 애니메이션 캐릭터와는 다른 그의 첫 애니메이션 캐릭터 아스트로보이의 탄생으로 그는 뾰족한 머리와 주먹만한 눈을 가진 로봇 소년과 그의 발에 로켓을 가진 일본 대중의 마음을 찾았다.
일본 애니메이션 영화 스튜디오인 스튜디오 지브리도 "이웃집 토토로" "포뇨" "스피릿 어웨이" (2002년 골든 베어상, 2003년 아카데미 애니메이션상 수상) 등의 영화를 통해 애니메이션의 세계적인 성공에 기여했다. 이 작품들로 인해, 미야자키 하야오 현 사장은 종종 애니메이션의 선구자로 인정받고 있다.
포켓몬스터 시리즈는 Nissim Otmazgin과 사회학자 Anne Alison 같은 사람들에 의해 미국에서 애니메이션을 인기 있게 만들었다. 애니메이션 시장은 문화 에이전트로서의 팬의 중요한 역할, 세계화의 역차별화 효과, 현지 취향에 맞는 애니메이션의 국내화·중편성, 일본 대중문화와 소프트파워의 글로벌 흐름의 일부라는 평가도 받고 있다. Otmazgin은 미국에서 애니메이션의 부상은 정교한 그래픽 품질, 광범위한 주제 다양성, 그리고 해피엔딩이라는 디즈니 관습을 거부하는 경향의 결과라고 주장한다.그는 또 애니메이션은 일본이 대중문화로 인기를 얻고 미국인들에게 독특하고 흥미로운 것을 미디어에서 맛볼 수 있는 도구였다고 말한다.
애니메이션의 국제적 인기가 높아지면서 다른 나라의 다양한 애니메이션 스튜디오가 애니메이션의 영향을 받은 작품을 만들고 있다.
애니메이션의 시청자, 장르, 주제가 다양해짐에 따라, 이 산업은 사회에 더욱 널리 퍼지고 있다.현대 일본에서는 애니메이션이 매우 인기를 끌면서 추억의 캐릭터가 피규어나 비디오 게임과 같은 부산물로 만들어지는 경우가 많아졌다.

## 망가
'만화'는 직접 번역하면 '그림'을 뜻한다. 만화는 서양이 이해하는 전형적인 만화책이 아니라 일본의 문화와 역사를 상징한다. '망가' 스타일은 10세기 무렵에 시작된 광범위한 역사를 가지고 있다; 그 시기의 두루마리들은 동물들을 '상류층'의 일부로 묘사하며, 비슷한 상황에서 전형적인 인간처럼 행동한다. 이러한 두루마리는 조주진부쓰기가 또는 동물 두루마리로 알려져 있다.
12세기 후반에 발견된 두루마리에는 가키조시(헝그리 유령 두루마리), 지고쿠조시(헬 두루마리) 등의 종교상이 그려져 있다.둘 다 "동물 두루마리"와 달리 종교의 다양한 측면을 다루었지만, 코믹한 스타일보다는 더 유익한 관점을 제공했다.
만화는 문화적으로 서양 만화보다 더 중요하다.원래, 만화는 일간지에 게재되었다. 제2차 세계대전 때, 신문배급은 만화의 인기를 떨어뜨렸다. 1950년대 전후에는 일러스트를 사용한 스토리텔링 방식인 '지지거'와 독자가 이 일러스트레이션 도서를 일정 기간 대여할 수 있는 인기 '렌탈 만화'가 부활했다.
만화는 창간 이래 세계적으로 상당한 소비자층을 확보하고 있다.

## 동인지
동인지는 아마추어 만화나 팬픽션을 가리키는 일본어이다. 그들은 만화와 같은 창작 단계를 따르며, 종종 만화 팬인 아마추어 작가들에 의해 창조된다. 동인지는 팬들이 좋아하는 만화 캐릭터를 포함한 아마추어 만화이다. 일본에서는 팬픽션이 매우 인기가 많다. 일본에서는 2년에 한 번 도쿄에서는 코믹마켓이라고 불리는 동인지 전용 페어가 개최되고 있다.

## 비디오 게임

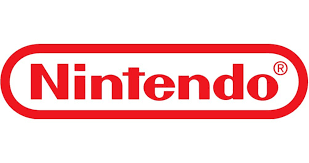
닌텐도 로고

비디오 게임은 일본의 주요 산업이다. 일본의 게임 개발은 같은 시기 미야모토 시게루의 닌텐도와 야마우치 히로시, 세가를 비롯한 타이토, 반다이 남코 엔터테인먼트, 캡콤, 그리고 스퀘어 에닉스까지 비디오 게임의 황금기를 연상시키는 경우가 많다.
슈퍼 스매시 브라더스, 포켓몬스터, 슈퍼 마리오, 소닉 더 헤지혹, 별의 커비, 스타폭스, 메트로이드, 젤다의 전설, 캐슬바니아, 동물의 숲, 페르소나, 레지던트 이블, 다크 소울, 파이널 판타지, 몬스터 헌터 등 다수의 일본 비디오 게임은 비평가들로부터 호평을 받았고 계속해서 많은 국제적인 팬을 얻고 있다. 일본의 게임 개발 엔진인 RPG 만들기도 인기를 끌었으며, 2010년대 후반까지 수백 개의 게임이 제작되어 스팀으로 출시되었다.

## 음악

### J-pop
J-pop으로도 알려진 일본 대중음악은 미국의 로큰롤 시대의 영향이 일본으로 퍼졌던 1950년대로 거슬러 올라갈 수 있다. 카요쿄쿠의 음색은 시대에 따라 다르다. 1950년대가 1920년대로부터 급격한 변화를 채택한 반면, 가요쿄쿠는 더 전통적인 스타일을 가졌다.
이 새로운 가요쿄쿠 장르의 음악은 미국의 "로큰롤"과 재즈의 영향을 받았다. 1950년대 가요쿄쿠는 미래의 J-pop 아티스트들을 위한 기반이 될 것이고 다른 음악가들이 그들만의 스타일의 J-pop을 만들도록 영감을 줄 것이다. 1970년대에 쿠와타 케이스케와 같은 예술가들은 데뷔했고 미국 블루스와 록에서 영감을 얻은 그의 록 밴드 Southern All Stars를 만들었다. 비록 가요쿄쿠가 서양 음악 스타일에서 영감을 얻었지만, 그것은 다른 장르로 갈라지는 독특한 음악 스타일로 진화했다.

### Visual kei
비주얼계(일본어: ヴィジュアル系)는 헤비메탈에서 일렉트로닉까지 다양한 음악 스타일을 연주하는 남성적인 외모의 밴드를 캡슐화한 일본 음악계의 두드러진 물결이다. 코스프레와 유사하게, 비주얼계 아티스트들은 일반적으로 과하게 장식된 의상, 화장, 그리고 헤어스타일을 교차하여 뽐낸다. 여성 멤버가 소속된 밴드는 많지 않지만, 관객의 대다수는 젊은 여성들이다.
1980년대 시작하여 1990년대까지 인기를 얻었으며, 비주얼계의 1세대는 키스와 같은 서양의 록과 메탈 음악가들에게 큰 영향을 받았다. 선발대 중 한 명은 X JAPAN에서 아직도 활동하고 있다. 하지만, 첫 번째 비주얼계의 물결은 1999년 X JAPAN의 리드 기타리스트가 사망했을 때 끝이 났다. 몇 년 후, 네오 비주얼계라고 불리는 두 번째 물결이 일어나 장르를 이전과는 약간 다른 길로 이끌었다.

## 인터넷
일본의 인터넷은 1993년 일본 정부가 최초의 상업적 인터넷 서비스 제공자를 승인하고 설치할 때까지 시작되지 않았다. 일본은 세계에서 인터넷을 사용하기 시작한 14번째 국가다. 많은 이유들중 하나로 느린 움직임의 이유로 설명되고 있다. 정부는 인터넷 접속이 학문적 사용, 변화에 대한 두려움과 위험을 감수하는 것, 전기 통신 분야에서의 초기 경쟁 부족, 2,000개 이상의 한자 기반 언어를 가진 키보드를 사용하는 것의 어려움과 인터넷 사용 몇 시간 후에 많은 비용이 발생하는 높은 요금으로 인해 인터넷을 늦게 도입했다. 1990년대 중반까지만 해도 일본 사회는 인터넷에 접속하는 것이 어려웠고 일단 접속하면 할 수 있는 것이 많지 않았다. 하지만 핸드폰이 대중화 된 후 PC나 노트북보다 선호되었는데, 이것은 일본의 인터넷 문화가 어떻게 연결되어 있는지를 알 수 있었고, 더 작은 화면에 적응했다.

### 인터넷 카페
일본의 인터넷 카페는 단순히 놀 수 있는 장소가 아니라 생활을 할 수 있는 장소로 인기가 높아지고 있다. 이 카페들은 큐비클 크기의 작은 개인실에서 인터넷 접속을 제공하며, 무제한 음료, 만화 카페 겸용, 샤워, 담요, 그리고 인터넷 카페에 살기로 선택한 사람들에게 주소 사용과 같은 서비스를 제공한다. 인터넷 카페는 이제 할 일이 없어질 모든 연령의 넷 카페 난민들에게 안식처가 되었다. 많은 사람들은 보증금, 요금, 주거 공간, 공공 시설과 같은 아파트와 함께 오는 다른 청구서를 지불하지 않을 것으로 예상되는 것을 고려할 때 한 방을 빌릴 여유가 있다. 2018년 도쿄 도청은 도쿄 지역 502개의 인터넷 및 만화 카페를 사용하여 설문 조사를 실시했으며 정보 제공을 통해 약 15,000명의 사람들이 일주일 동안 이 카페에 머물고 있으며 이 중 약 4,000명은 노숙자이고 나머지는 호텔 대신 카페를 사용하는 것으로 나타났다. 손님의 3분의 1은 불안정한 직업을 가지고 있다고 주장한다. 연령별로는 30대가 대다수이고 50대는 적지만 여전히 비중이 크다. 2008년, 후생 노동성은 인터넷 카페 난민들이 직업 기술과 훈련에 관한 수업을 듣는 한 생활비 대출 프로그램을 제공함으로써 그들이 영구적인 일자리를 얻을 수 있도록 돕는 프로그램의 예산을 요청했다.

## 핸드폰 문화
참고 항목: 모바일 게임

### 게이타이쇼우세츠(핸드폰 소설)
게이타이 쇼세츠(핸드폰 소설)는 원래 일본에만 있는 독특한 문화였지만 중국, 인도, 이탈리아, 스위스, 핀란드, 남아프리카, 미국, 브라질과 같은 다른 나라들로 빠르게 퍼져나갔다. 일본은 컴퓨터보다 핸드폰을 선호하기 때문에 핸드폰 소설은 아마추어 작가들이 문자 메시지나 이메일을 통해 작품을 세상에 내보내는 저렴한 방법이었고, 결국 웹사이트를 통한 구독으로 발전했다. "Deep Love"는 2002년에 요시에 의해 쓰여진 그것의 종류 중 첫 번째로 만화 시리즈, 텔레비전 쇼, 그리고 영화로 각색되었다. 그 작품들은 통근자들이 기차역 사이에서 읽기에 이상적인 핸드폰의 캐릭터 제한 기능 덕분에 짧은 분할로 출시되었다. 종종, 이 작품들은 인쇄되기도 한다. 2007년에, 일본은 핸드폰 소설에서 파생된 그 해의 베스트셀러 소설 중 10권을 보았다. 그것들이 대부분 청소년들과 젊은 성인들이 집필해서, 섹스, 마약, 임신, 강간, 그리고 매춘과 같은 주제에 초점을 맞추고 있다. 짧은 어휘와 함께, 폭력적으로 보이는 주제, 감정을 전달하고 공간을 절약하기 위한 이모티콘 사용 때문에 나이가 많은 사람들은 적응하기 어려워하는 추세다.

### 셀카
현대의 셀카는 일본의 카와이 문화, 특히 1990년대 일본의 퓨리쿠라 현상에서 비롯되었다. 퓨리쿠라 현상을 이용하기 위해, 일본의 핸드폰은 1990년대 후반부터 2000년대 초반까지 셀카 제작을 용이하게 하는 전면 카메라를 포함하기 시작했다. 아이폰 4(2010)는 일본과 한국의 초기 카메라폰에서 전면 카메라 기능을 채택했고, 동아시아 밖에서 셀카를 국제적으로 대중화하는 데 도움을 주었다. 퓨리쿠라의 사진 기능은 나중에 인스타그램과 스냅챗과 같은 스마트폰 앱에서 채택되었는데, 여기에는 셀카 위에 낙서를 하거나 텍스트를 입력하는 것, 이미지를 미화하는 기능, 고양이 수염이나 토끼 귀와 같은 사진 편집 옵션이 추가되었다.

## 같이 보기
- 아키하바라
- 일본의 문화
- 세방화
- 일본 아이돌
- 로리타 패션
- 미디어 프랜차이즈
- 오타쿠
- 파친코
- 버츄얼 유튜버